# تجمع القوة 21 (جماعة سورية معارضة)
تجمع القوة 21 هو فصيل عسكري تابع للجيش السوري الحر بقيادة العقيد الطيار حسن الحمادة وتشكل حالياً جزء من مجلس قيادة الثورة السورية. تلقت الفرقة صواريخ مضادة للدبابات من نوع بي بي جي إم-71 تاو. في السادس من مايو عام 2015 انضمت مع 13 جماعة مقرها في حلب إلى غرفة عمليات فتح حلب المشتركة.

## التاريخ
تقع «تجمع القوة 21» ضمن مجموعة «حراس الثورة»، وهي جماعة تابعة للجيش السوري الحر مقيمة في محافظة إدلب تضمنت الأقليات الدينية بشكل خاص في مناصب قيادية.
في 22 يونيو 2013 اندمج حراس الثورة مع العديد من الجماعات المسلحة الأخرى تحت سلطة المجلس العسكري الأعلى لتشكيل الفرقة المشاة 33 برئاسة المقدم عمار ديوب، وزعمت الفرقة أن لديها 1700 مقاتل وكان المتحدث بإسمها الملازم مهند الأسامة، وهو درزي من السويداء.
علقت الفرقة المشاة 101 تعاونها مع جبهة النصرة التابعة للقاعدة في ذاك الوقت، وذلك في 21 يوليو 2014، وفي 7 سبتمبر 2014، تحالفت الفرقة مع أربع مجموعات أخرى بما في ذلك لواء فرسان العدل.
في فبراير/شباط 2015 هاجمت جبهة النصرة لواء القوات الخاصة السابع التابع للفرقة 101 في ريف إدلب واستولت على كمية كبيرة من الأسلحة والإمدادات الأخرى.
في ديسمبر 2015 اندمجت مع كتيبة فرسان العدل لتشكيل الشعبة الشمالية، ولكن الفرقة 101 غادرت المجموعة في يونيو 2016، وفي 14 أكتوبر 2016 استوعبت الفرقة المشاة 101 العديد من الجماعات الصغرى وتغيرت اسمها إلى تجمع القوة 21، وفي أواخر عام 2016 انضم المقدم ديوب إلى جيش تحرير إدلب، وفي ديسمبر/كانون الأول 2016 تم اختطافه في ريف إدلب الجنوبي وبعد حوالي ثلاث أشهر وتحديدا في 2 آذار/مارس 2017، عثر على جثته في مقبرة جماعية لأكثر من 150 عنصرا أعدمتهم جند الأقصى.